# Saudi Tour 2023
Il Saudi Tour 2023, terza edizione della corsa, valevole come prova dell'UCI Asia Tour 2023 categoria 2.1, si svolse in cinque tappe dal 30 gennaio al 3 febbraio 2023 su un percorso di 830 km, con partenza da AlUla e arrivo a Maraya, in Arabia Saudita. La vittoria fu appannaggio del portoghese Ruben Guerreiro, il quale completò il percorso in 20h20'04", alla media di 40,817 km/h, precedendo l'italiano Davide Formolo ed il colombiano Santiago Buitrago.
Sul traguardo di Maraya 102 ciclisti, su 111 partiti da AlUla, portarono a termine la competizione.

## Tappe
| Tappa  | Data       | Percorso                               | km    | Vincitore di tappa | Leader cl. generale |
| ------ | ---------- | -------------------------------------- | ----- | ------------------ | ------------------- |
| 1ª     | 30 gennaio | AlUla International Airport > Khaybar  | 180,5 | Dylan Groenewegen  | Dylan Groenewegen   |
| 2ª     | 31 gennaio | Winter Park > Shalal Siglyat Rocks     | 184   | Jonathan Milan     | Dylan Groenewegen   |
| 3ª     | 1 febbraio | Al Manshiyah Train Station > Abu Rakah | 159,5 | Søren Wærenskjold  | Jonathan Milan      |
| 4ª     | 2 febbraio | Maraya > Skyviews of Harrat Uwayrid    | 163,5 | Ruben Guerreiro    | Ruben Guerreiro     |
| 4ª     | 3 febbraio | AlUla Old Town > Maraya                | 143   | Simone Consonni    | Ruben Guerreiro     |
| Totale | Totale     | Totale                                 | 831   |                    |                     |

## Squadre e corridori partecipanti
Al via 16 formazioni.
| N.    | Cod. | Squadra                |
| ----- | ---- | ---------------------- |
| 1-7   | TBV  | Bahrain Victorious     |
| 11-17 | JAY  | Team Jayco AlUla       |
| 21-26 | UAD  | UAE Team Emirates      |
| 31-37 | DSM  | Team DSM               |
| 41-47 | COF  | Cofidis                |
| 51-57 | UXT  | Uno-X Pro Cycling Team |
| 61-67 | MOV  | Movistar Team          |
| 71-77 | AST  | Astana Qazaqstan Team  |

| N.      | Cod. | Squadra                         |
| ------- | ---- | ------------------------------- |
| 81-87   | SAU  | Arabia Saudita                  |
| 91-97   | HPH  | Human Powered Health            |
| 101-107 | Q36  | Q36.5 Pro Cycling Team          |
| 111-117 | EUS  | Euskaltel-Euskadi               |
| 121-126 | BWB  | Bingoal WB                      |
| 131-137 | COR  | Team Corratec                   |
| 141-147 | TSG  | Terengganu Polygon Cycling Team |
| 151-157 | UKO  | JCL Team Ukyo                   |

## Dettagli delle tappe

### 1ª tappa
- 30 gennaio: AlUla International Airport > Khaybar - 180,5 km

Risultati
| Pos. | Corridore         | Squadra | Tempo    |
| ---- | ----------------- | ------- | -------- |
| 1    | Dylan Groenewegen | Jayco   | 4h08'09" |
| 2    | Dušan Rajović     | Bahrain | s.t.     |
| 3    | Max Walscheid     | Cofidis | s.t.     |

| Pos. | Corridore         | Squadra | Tempo    |
| ---- | ----------------- | ------- | -------- |
| 1    | Dylan Groenewegen | Jayco   | 4h07'59" |
| 2    | Dušan Rajović     | Bahrain | a 4"     |
| 3    | Max Walscheid     | Cofidis | a 6"     |

### 2ª tappa
- 31 gennaio: Winter Park > Shalal Sijlyat Rocks - 184 km

Risultati
| Pos. | Corridore         | Squadra | Tempo    |
| ---- | ----------------- | ------- | -------- |
| 1    | Jonathan Milan    | Bahrain | 4h53'35" |
| 2    | Dylan Groenewegen | Jayco   | s.t.     |
| 3    | Cees Bol          | Astana  | s.t.     |

| Pos. | Corridore         | Squadra | Tempo    |
| ---- | ----------------- | ------- | -------- |
| 1    | Dylan Groenewegen | Jayco   | 9h01'28" |
| 2    | Jonathan Milan    | Bahrain | a 6"     |
| 3    | Max Walscheid     | Cofidis | a 12"    |

### 3ª tappa
- 1 febbraio: Al Manshiyah Train Station > Abu Rakah - 159,2 km

Risultati
| Pos. | Corridore         | Squadra | Tempo    |
| ---- | ----------------- | ------- | -------- |
| 1    | Søren Wærenskjold | Uno-X   | 4h23'18" |
| 2    | Jonathan Milan    | Bahrain | s.t.     |
| 3    | Cees Bol          | Astana  | s.t.     |

| Pos. | Corridore      | Squadra  | Tempo     |
| ---- | -------------- | -------- | --------- |
| 1    | Jonathan Milan | Bahrain  | 13h24'46" |
| 2    | Cees Bol       | Astana   | a 8"      |
| 3    | Max Kanter     | Movistar | a 16"     |

### 4ª tappa
- 2 febbraio: Maraya > Skyviews of Harrat Uwayrid - 163,4 km

Risultati
| Pos. | Corridore         | Squadra  | Tempo    |
| ---- | ----------------- | -------- | -------- |
| 1    | Ruben Guerreiro   | Movistar | 3h45'01" |
| 2    | Davide Formolo    | UAE      | s.t.     |
| 3    | Santiago Buitrago | Bahrain  | s.t.     |

| Pos. | Corridore         | Squadra  | Tempo     |
| ---- | ----------------- | -------- | --------- |
| 1    | Ruben Guerreiro   | Movistar | 17h09'51" |
| 2    | Davide Formolo    | UAE      | a 8"      |
| 3    | Santiago Buitrago | Bahrain  | a 9"      |

### 5ª tappa
- 3 febbraio: AIUIa Old Town > Maraya - 142,9 km

Risultati
| Pos. | Corridore        | Squadra | Tempo    |
| ---- | ---------------- | ------- | -------- |
| 1    | Simone Consonni  | Cofidis | 3h10'13" |
| 2    | Matteo Malucelli | Bingoal | s.t.     |
| 3    | Pascal Ackermann | UAE     | s.t.     |

| Pos. | Corridore         | Squadra  | Tempo     |
| ---- | ----------------- | -------- | --------- |
| 1    | Ruben Guerreiro   | Movistar | 17h09'51" |
| 2    | Davide Formolo    | UAE      | a 8"      |
| 3    | Santiago Buitrago | Bahrain  | a 9"      |

## Evoluzione delle classifiche
| Tappa              | Vincitore          | Classifica generale Maglia verde | Classifica a punti Maglia rossa | Classifica giovani Maglia bianca | Classifica combattività Maglia blu | Classifica a squadre |
| ------------------ | ------------------ | -------------------------------- | ------------------------------- | -------------------------------- | ---------------------------------- | -------------------- |
| 1ª                 | Dylan Groenewegen  | Dylan Groenewegen                | Dylan Groenewegen               | Marcus Hansen                    | Marcus Hansen                      | Movistar Team        |
| 2ª                 | Jonathan Milan     | Dylan Groenewegen                | Dylan Groenewegen               | Jonathan Milan                   | Marcus Hansen                      | Movistar Team        |
| 3ª                 | Søren Wærenskjold  | Jonathan Milan                   | Jonathan Milan                  | Jonathan Milan                   | Marcus Hansen                      | Movistar Team        |
| 4ª                 | Ruben Guerreiro    | Ruben Guerreiro                  | Jonathan Milan                  | Santiago Buitrago                | Marcus Hansen                      | UAE Team Emirates    |
| 5ª                 | Simone Consonni    | Ruben Guerreiro                  | Dylan Groenewegen               | Santiago Buitrago                | Marcus Hansen                      | UAE Team Emirates    |
| Classifiche finali | Classifiche finali | Ruben Guerreiro                  | Dylan Groenewegen               | Santiago Buitrago                | Marcus Hansen                      | UAE Team Emirates    |

Maglie indossate da altri ciclisti in caso di due o più maglie vinte
- Nella 2ª tappa Dušan Rajović ha indossato la maglia rossa al posto di Dylan Groenewegen e Peio Goikoetxea ha indossato quella blu al posto di Marcus Hansen.
- Nella 3ª tappa Max Walscheid ha indossato la maglia rossa al posto di Dylan Groenewegen.
- Nella 4ª tappa Dylan Groenewegen ha indossato la maglia rossa al posto di Jonathan Milan e Andoni López de Abetxuko ha indossato quella bianca al posto di Jonathan Milan.

## Classifiche finali

### Classifica generale - Maglia verde
| Pos. | Corridore           | Squadra   | Tempo     |
| ---- | ------------------- | --------- | --------- |
| 1    | Ruben Guerreiro     | Movistar  | 20h20'04" |
| 2    | Davide Formolo      | UAE       | a 8"      |
| 3    | Santiago Buitrago   | Bahrain   | a 9"      |
| 4    | Felix Großschartner | UAE       | a 18"     |
| 5    | Jonathan Milan      | Bahrain   | a 24"     |
| 6    | Cees Bol            | Astana    | a 32"     |
| 7    | Simone Consonni     | Cofidis   | a 33"     |
| 8    | William Barta       | Movistar  | a 37"     |
| 9    | Xabier Azparren     | Euskaltel | a 38"     |
| 10   | Marco Tizza         | Bingoal   | a 43"     |

### Classifica a punti - Maglia rossa
| Pos. | Corridore         | Squadra | Punti |
| ---- | ----------------- | ------- | ----- |
| 1    | Dylan Groenewegen | Jayco   | 34    |
| 2    | Jonathan Milan    | Bahrain | 28    |
| 3    | Cees Bol          | Astana  | 27    |
| 4    | Simone Consonni   | Cofidis | 25    |
| 5    | Søren Wærenskjold | Uno-X   | 22    |

### Classifica giovani - Maglia bianca
| Pos. | Corridore         | Squadra   | Punti     |
| ---- | ----------------- | --------- | --------- |
| 1    | Santiago Buitrago | Bahrain   | 20h20'13" |
| 2    | Jonathan Milan    | Bahrain   | a 15"     |
| 3    | Xabier Azparren   | Euskaltel | a 29"     |
| 4    | Jacob Hindsgaul   | Uno-X     | a 34"     |
| 5    | Mark Donovan      | Q36.5     | a 34"     |

### Classifica combattività - Maglia blu
| Pos. | Corridore       | Squadra   | Punti |
| ---- | --------------- | --------- | ----- |
| 1    | Marcus Hansen   | Uno-X     | 18    |
| 2    | Txomin Juaristi | Euskaltel | 16    |
| 3    | Antonio Barać   | Corratec  | 7     |
| 4    | Peio Goikoetxea | Euskaltel | 7     |
| 5    | Max Walscheid   | Cofidis   | 6     |

### Classifica a squadre
| Pos. | Squadra            | Tempo     |
| ---- | ------------------ | --------- |
| 1    | UAE Team Emirates  | 47h51'32" |
| 2    | Movistar Team      | a 13"     |
| 3    | Cofidis            | a 52"     |
| 4    | Bahrain Victorious | a 1'40"   |
| 5    | Bingoal WB         | a 1'55"   |